# Cerrucha
"Cerrucha" (1984, Ciudad de México) es una artista visual mexicana, feminista, adscrita al artivismo. Usa la fotografía y otros medios como el audio para realizar instalaciones para intervenir el espacio público.  A lo largo de sus proyectos ha ido integrando la participación ciudadana como parte fundamental para visibilizar a grupos minoritarios y la defensa de los Derechos Humanos.

## Biografía
Es egresada  de la Universidad Concordia en Montreal, Canadá,  cuenta con una Licenciatura en Fotografía . Realizó estudios en Sociología y Diseño Industrial.

Sobre su labor, Cerrucha dijo:
No me defino 100 por ciento activista, tampoco soy ese tipo de artista que hace cosas que son sumamente estéticas o meramente formales. Me interesa que la obra tenga un discurso político muy consciente y que esté dirigido.

## Trayectoria
Hace fotografía para producciones de cine y fotografía comercial. Ha impartido talleres Derechos de las Mujeres, Derecho de las mujeres a una vida libre de violencia, Fotografía, Género y fotografía, arte y género, y arte y movimientos sociales. Todos sus proyectos son autogestivos. Ha colaborado en proyectos con el Laboratorio de Diversidades de la UNAM, con el Instituto de las Mujeres y otras instituciones.

## Obra
Entre 2011 y 2016 realiza In/Visible, sus dos fases. El proyecto se inició en 2010, la fase inicial mostraba cuatro imágenes. Fue una intervención urbana en Ciudad de México hecha con carteles fotográficos donde las personas mostraban frases que marcan estereotipos de género, con la finalidad de visibilizar y combatir la violencia. Esta fue la primera obra de arte callejero que realizó la artivista. Con este proyecto buscaba evidenciar el sexismo en el lenguaje y evaluar el peso de las etiquetas o estereotipos sexuales. La artista buscaba mostrar el machismo presente en el lenguaje.
La segunda fase de In/Visible la presentó entre 2012-2016. En 2012 fue expuesta en el Espacio México en Montreal, Canadá sumando nuevas fotografías de gente de todo el mundo, lo que demostraba que el sexismo no se limita a América Latina. Las frases “tatuadas” demuestran como la violencia en el lenguaje se consolida.
En 2014, durante una estancia en Canadá, realizó el proyecto Cartografiando la piel en Montreal, donde a través de fotografías y audios visibiliza a través de cicatrices en la piel, los procesos personales de ocho personas migrantes.
En 2016 colaboró con Habitajes A.C. en la publicación del tercer número del Fanzine Martha, “Límites cruzados, límites respetados". Para este trabajaron con mujeres privadas de su libertad en el Centro Femenil de Readaptación Social Santa Martha Acatitla. Fomentar la libre expresión de las participantes. Las fotografías que ilustran el fanzine fueron hechas por Cerrucha.
Realizó el proyecto el Sonidero de la Güera en el Laboratorio de Arte Alameda, en el que estuvo a cargo de la producción y creación de una canción además de bailar para mezclar diferentes públicos que hablan de la gentrificación y de la apropiación de los espacios y los discursos.

También participó en el Memorial para Lesvy realizado en la Procuraduría General de Justicia en la Ciudad de México (PGJ). Su trabajo fue seleccionado entre varias artistas que fueron invitadas. Está planteado como un espacio físico donde se realizan proyecciones,  dirigido a víctimas y familiares de violencia de género. El memorial se inauguró el 25 de noviembre de 2019. El objetivo es que sea un recordatorio al personal encargado de la seguridad ciudadana y la impartición de justicia para actuar de la manera correcta. La instalación muestra, visual y auditivamente, testimonios de familiares de víctimas de feminicidio. Cerrucha explicó sobre su instalación:
Puedes pasar al Memorial, que tiene un pequeño espacio íntimo para dejar un testimonio dirigido a víctimas y familiares de víctimas de violencia de género. Al centro de este espacio hay una canica y al presionarla se empieza a grabar tu voz y se sube a la base de datos y al mismo tiempo se están reproduciendo los testimonios.
También se pueden enviar testimonios escritos al sitio del Memorial Feminicidio, estos son almacenados y proyectados. La artista Lorena Wolffer destacó de este memorial que no se trata de un monumento estético y que por eso fue el seleccionado.
En 2019 participó en el Festival Foto México con la exposición Hasta que la dignidad se haga costumbre donde se exhibían fotocollages en diversos formatos de los mensajes de las manifestaciones realizadas en la Ciudad de México. La exposición está compuesta por dos series: Justicia con Glitter y Victorias Aladas. Para la segunda creó cuatro fotografías de mujeres, “diosas”, con las que cubrió la base del Monumento de Independencia; sustituyó las diosas que están grabadas en las cuatro caras de la base. Las mujeres fotografiadas muestran algunas de las consignas que se pintaron durante las protestas feministas de agosto de 2019: “ya no tenemos miedo”, “con nosotras no se juega”, “México feminicida” o “se va a caer”. Sobre esta obra, la artista explicó que “cuestiono el porqué debemos ser cuerpo inerte y sin vida para que nos proteja el Estado”.
La revista Debate Feminista usó una fotografía de su autoría para la portada del número 59.
 

En 2020 realizó la pieza Trinchera en el marco de la segunda edición “Tiempo de mujeres”. Se trata de un proyecto fotográfico de más de 100 fotografías colocadas en el exterior de un tren del metro de la Línea 1 que va de Pantitlán a Observatorio; en el exterior, continúa en la estación del Metrobús, Insurgentes:
Trinchera consiste en una línea de mujeres, niñas, jóvenes y bebés, todas tomadas de las manos o con alguna forma de unidad. El chiste era hacerla muy grande, lo más que se pudiera. Estamos presentándonos como un frente, como el que muchas veces hacen los granaderos.
Hizo una convocatoria abierta a mujeres y niñas de diferentes estratos sociales, etnias, edades, mujeres con prótesis, discapacidades, mujeres trans y de distintas profesiones a las que fotografió. La exposición no se retirará, sino que se dejará hasta que las imágenes vayan cayendo.
El origen de Trinchera fue un fotomural que hizo para las vitrinas de la estación del metro Salto del Agua en 2018 llamado Estamos Unidxs, de ahí su propuesta pasó a los vagones del metro; éste formaba parte de la exposición Deconstruyéndonos.
En 2018 participó en el proyecto Estado de emergencia: puntos de dolor y resistencia coordinado por Lorena Wolffer (México), en colaboración con María Laura Rosa (Argentina) y Jennifer Tyburczy (EUA). Cerrucha presentó Azúcar rabiosa, un flashmob frente a la entonces PGJ (Procuraduría General de Justicia) en la Ciudad de México. Las participantes bailaron una pieza de salsa cuya letra eran mensajes que a las mujeres les gustaría decirles a los policías dada su ineficiencia para acabar con el feminicidio. La intención era celebrar el estar con vida y, al mismo tiempo, señalar la fallas por parte del sistema policiaco.

Durante la pandemia COVID-19 en el 2020, Cerrucha desarrolló el proyecto Arte, arma de construcción masiva. Para este la artista entrevistaba a artistas y artivistas que transmitió a través de la red social Instagram. El objetivo era
Establecer un vínculo entre artistas activistas del Sur con respecto a distintas formas de afrontar la violencia de género.
Inició las entrevistas el 4 de agosto y contó con la participación de: Lorena Wolffer (Mex), Lorena Méndez (Mex), Cerrucha (Mex), Sonia Madrigal (Mex), Roberta Nascimento (Bra), Rafael Gauimarães (Bra), Muriel Angulo (Col), Deborah Castillo (Ven), Bruktawit Tigabu (Etiopía), Gabrielle Le Roux (Sudáfrica). En el 2021, participó en la exposición virtual Esta ciudad será de+con+para nosotras o no será curada por Lorena Wolffer. Se trata de un ejercicio de memoria colectiva sobre los movimientos feministas de la Ciudad de México durante los últimos cuatro años. Wolffer dice:
La exposición recoge fotografías de marchas, manifestaciones, memoriales y otras tomas del espacio público que han clamado y luchado por vidas vivibles para todas las mujeres al interior de un país de violación y muerte para nosotras.
Cerrucha estuvo a cargo del Capítulo 1; en éste se muestra el registro fotográfico que ha realizado de las protestas: de 2016 #24 #VivasNosQueremos; de 2017 8 de marzo / 8M | 5 de mayo / Marcha por Lesvy | 17 de septiembre / Marcha por Mara | 19 de septiembre / Memorial Chimalpopoca; de 2018 8, 9 y 10 de marzo / 1er Encuentro Internacional de Mujeres que Luchan | 28 de septiembre / Marcha por la despenalización del aborto; 2019 8 de marzo – 8M / Montaje de la Antimonumenta | 8 de septiembre / Marcha del silencio | 25 de noviembre / 25N; y, de 2020 8 de marzo / 8M. El segundo capítulo reúne fotografías tomadas por Cerrucha, Nirvana Paz, Restauradoras con Glitter, Sonia Madrigal y Yolanda Andrade sobre dos manifestaciones que ocurrieron en agosto de 2019 en la Ciudad de México en respuesta a la violación de dos menores de edad por miembros de la policía. La primera protesta fue el 12 de agosto frente a la entonces PGJ, durante ésta se volvió viral la imagen en la que una feminista le lanzó brillantina rosa a Jesús Orta, Secretario de Seguridad Ciudadana de la Ciudad de México. La segunda fue el 16 de agosto en la que las artistas registraron las pintas que registraron:
la rabia, coraje, hartazgo y la impotencia que sentimos las mujeres de la Ciudad de México por vivir en un país en el que se comenten once feminicidios al día

## Sobrenombre
Toma su nombre de la palabra Cerrucha (f. del latín cer para existir) como metáfora a la herramienta manual que utiliza el arte para abrir la mente de quien observa la obra.